# Auschwitz spiegato a mia figlia
Auschwitz spiegato a mia figlia (Auschwitz expliqué à ma fille) è un libro della docente di storia Annette Wieviorka.
La versione italiana è stata pubblicata da Einaudi nel 1999. 

## Contenuto
Questo libro è frutto del dialogo che la stessa autrice ha avuto con la figlia Mathilde. La ragazza, all'epoca tredicenne, nota sul braccio di Berte, un'amica di famiglia, un numero di colore azzurrognolo e da quel momento, lei comincia a chiedersi il perché di quel numero e di molti altri eventi che sono accaduti durante la Shoah. La madre, di fronte a queste domande, si dimostra pronta e per niente preoccupata e di conseguenza dà tutte le risposte necessarie a rispondere a ciò che le viene chiesto.

## Edizioni in italiano
- Annette Wieviorka, Auschwitz spiegato a mia figlia, traduzione di Eliana Vicari Fabris , postfazione di Amos Luzzatto; note all'edizione italiana di Frediano Sessi, Einaudi, Torino 1999